# Paranesti
Paranesti (tiếng Hy Lạp: ?) là một khu tự quản ở vùng Đông Makedonías-Thrace, Hy Lạp. Khu tự quản Paranesti có diện tích 1029 km², dân số theo điều tra ngày 18 tháng 3 năm 2001 là 5114 người.